# Murina eleryi
Murina eleryi (Furey, Thong, Bates & Csorba, 2009) è un pipistrello della famiglia dei Vespertilionidi diffuso nell'Ecozona orientale.

## Descrizione

### Dimensioni
Pipistrello di piccole dimensioni, con la lunghezza dell'avambraccio tra 27,7 e 31,3 mm, la lunghezza della coda tra 26,5 e 31,7 mm, la lunghezza del piede tra 5,6 e 7,7 mm, la lunghezza delle orecchie tra 11,5 e 13,3 mm e un peso fino a 5,5 g.

### Aspetto
La pelliccia è lunga e si estende sulle ali fino all'altezza dei gomiti e delle ginocchia. Le parti dorsali sono rosso ramato con la base dei peli marrone scura e cosparse di lunghi peli dorati, mentre le parti ventrali sono bianco crema con la base dei peli nerastra, i fianchi e il petto sono marrone chiaro. Il muso è stretto, allungato, con le narici protuberanti e tubulari. Gli occhi sono molto piccoli. Le orecchie sono arrotondate, ben separate tra loro, con il bordo anteriore convesso e una piccola concavità alla base del bordo posteriore. Il trago è lungo ed affusolato, con il bordo anteriore quasi diritto. Le ali sono attaccate posteriormente alla base dell'artiglio dell'alluce. I piedi sono piccoli e ricoperti di peli. La coda è lunga ed inclusa completamente nell'ampio uropatagio, il quale è densamente ricoperto di peli. Il calcar è lungo.

## Biologia

### Alimentazione
Si nutre di insetti.

### Riproduzione
Due femmine che allattavano sono state catturate nel mese di maggio.

## Distribuzione e habitat
Questa specie è diffusa nel Vietnam e Laos settentrionali e centrali, nell'estrema parte meridionale della provincie cinesi del Guangxi, Hunan, Guangdong e del Guizhou, nella Thailandia nord-occidentale e nella Cambogia centro-orientale.
Vive nelle foreste secche sempreverdi sub-montane tra 250 e 2.550 metri di altitudine.

## Conservazione
Questa specie, essendo stata scoperta solo recentemente, non è stata sottoposta ancora a nessun criterio di conservazione.